# ی
Ne doit pas être confondu avec ى.
Le yāʾ farsi est une lettre de l'alphabet arabe utilisée dans l’écriture du persan (farsi), de l’ourdou, du kashmiri, du pachto, du punjabi et de certains dialectes kurde.